# Giróscopo cuántico
Un giróscopo cuántico es un tipo de giróscopo que emplea ciertas propiedades de los superfluidos, como el 3He.

## Historia
En 1962, el físico Brian Josephson, de la Universidad de Cambridge, propuso que una corriente eléctrica podría circular entre dos superconductores incluso aunque ambos estuvieran separados por una fina capa de material aislante.
El término Efecto Josephson se refiere genéricamente a los diferentes fenómenos que pueden darse entre dos sistemas cuánticos macroscópicos (sistemas compuestos por moléculas o átomos donde todos comparten la misma función de onda) conectados débilmente entre sí.
Entre otras cosas, el efecto Josephson significa que, si conectamos dos superfluidos (fluidos que no poseen viscosidad) mediante, por ejemplo, uniones muy pequeñas, y aplicamos presión en uno de los superfluidos, ese líquido oscilará de un lado de la unión a otro.
Por ejemplo, tome un recipiente de forma tórica (coloquialmente un 'donut') y llénelo de un superfluido, por ejemplo el Helio-3 líquido. Dicho recipiente estará dividido en dos partes mediante una conexión débil, por ejemplo una fina membrana de nitruro de silicio, con 4.225 pequeñas perforaciones de un diámetro aproximado de 1/500 el de un cabello humano. Al aplicar una pequeña presión en uno de los compartimentos, se crea una onda que oscila entre ambos recipientes dentro del toro.
Lo interesante es que, mientras que la frecuencia de la onda es directamente proporcional a la magnitud de la presión aplicada, su amplitud depende de (si hay alguna) la rotación del toro, y dicha amplitud puede determinarse eléctricamente.
De esta forma, si se hace rotar el toro, la amplitud de dicha onda aumenta, y dichas variaciones de amplitud pueden detectarse con facilidad. Un dispositivo de este tipo ha sido construido por Richard Packard y sus colaboradores de la Universidad de California en Berkeley, siendo éste por tanto el primer giroscopio cuántico construido.
Este giroscopio es extremadamente sensible, y teóricamente una versión de mayor tamaño sería capaz de detectar cambios de minutos en la velocidad de rotación terrestre.